# يعقوب كوهين (ممثل)
يعقوب كوهين (بالعبرية: יעקב כהן) (27 سبتمبر 1958 - 2 نوفمبر 2024) هو ممثل إسرائيلي من أصول مغربية

## حياته
وُلِد كوهين في مدينة مكناس بالمغرب، لعائلة مكونة من أحد عشر ولدًا. وفي عام 1964، عندما كان عمره ست سنوات، هاجرت عائلته إلى إسرائيل واستقروا في مجدال هعيمق، حيث نشأ وتلقى تعليمه. وفي عام 1977 تخرج من مدرسة أورت روجوزين الثانوية في مجدال هعيمق.

## الجوائز
حصل كوهين على العديد من الجوائز لمساهماته في المسرح الإسرائيلي:
- جائزة الممثل المتميز في مهرجان عكا للمسرح الإسرائيلي البديل (1988).[5][6][7]
- جائزة كالشكين.[6]
- الجائزة الخاصة لفيلم "البستان السفاردي" (2008)

## وصلات خارجية
- يعقوب كوهين على موقع IMDb (الإنجليزية)
- يعقوب كوهين على موقع ميوزك برينز (الإنجليزية)
- يعقوب كوهين على موقع قاعدة بيانات الفيلم (الإنجليزية)